# Organic Syntheses
Organic Syntheses (Org. Synth.) – czasopismo naukowe wydawane przez Organic Syntheses Membership Corporation od 1921 roku. Zawiera zbiór sprawdzonych przepisów syntez związków organicznych. Od 1998 roku wszystkie artykuły, które ukazały się dotychczas w tym czasopiśmie są dostępne w internecie na zasadzie otwartego dostępu.
Redaktorem naczelnym jest Rick L. Danheiser – profesor Massachusetts Institute of Technology.